# Constitution brésilienne de 1824
Lire en ligne

Université de Georgetown : (pt) version originale ;
 Wikisource : (pt) version originale

Constitution de 1891
La Constitution brésilienne de 1824 est la première constitution brésilienne. Commandée en 1823 par l'empereur Pierre Ier, elle est appliquée à partir du 25 mars 1824 et reste en vigueur jusqu'à la chute de l'empire du Brésil en 1889. Elle est toutefois amendée en 1834.
Elle instaure la liberté religieuse. Le catholicisme est reconnu comme religion d’État. L’empereur obtient un pouvoir modérateur (poder moderador). Il nomme les sénateurs, convoque l’assemblée générale, sanctionne leurs décrets et leurs résolutions, approuve ou suspend les résolutions des assemblées législatives provinciales, proroge ou ajourne l’assemblée générale, dissout la chambre des députés, nomme et renvoie librement les ministres, suspend les magistrats, exerce le droit de grâce et d’amnistie. Il utilise son pouvoir modérateur pour affermir l’État et renforcer l’exécutif face au législatif, en faisant alterner gouvernements libéraux et conservateurs.